# Dysoxylum alliarum
Dysoxylum alliarum är en tvåhjärtbladig växtart som först beskrevs av Buch.-ham., och fick sitt nu gällande namn av Balakr.. Dysoxylum alliarum ingår i släktet Dysoxylum och familjen Meliaceae. Inga underarter finns listade i Catalogue of Life.